# Benoît de Sainte-Maure

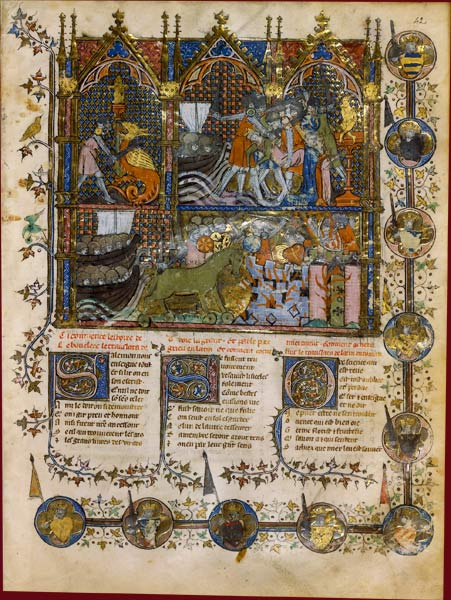
Iluminowana stronica Le Roman de Troie, rękopis z ok. 1330 roku

Benoît de Sainte-Maure, Benoît de Sainte-More – francuski poeta żyjący w XII wieku, urodzony w Sainte-Maure koło Poitiers lub w Sainte-More koło Tours. Autor rycerskiego romansu Le Roman de Troie, napisanego prawdopodobnie pomiędzy rokiem 1155 a 1160. Dzieło stało się inspiracją m.in. dla Guida delle Colonne (pierwowzór utworu Historia destructionis Troiae), Chaucera i Szekspira. Poeta napisał też Chronique des Ducs de Normandie (1175).